# Rakahanga (circonscription)
Pour l’article homonyme, voir Rakahanga.
Inscrits : 74 (2006)
La circonscription électorale de Rakahanga est l'une des 24 circonscriptions des îles Cook, représentant les habitants de l'île de Rakahanga. L'actuel député en est Piho Rua (Non inscrit) qui remporta les élections de 2006

## Source
- Constitution des îles Cook